# 艾蕾諾爾·多蘿西亞 (安哈特-德紹)
艾蕾諾爾·多蘿西亞（德語：Eleonore Dorothea，1602年2月16日—1664年12月26日），薩克森-威瑪公爵夫人，安哈特-德紹親王約翰·格奧爾格一世的女兒。

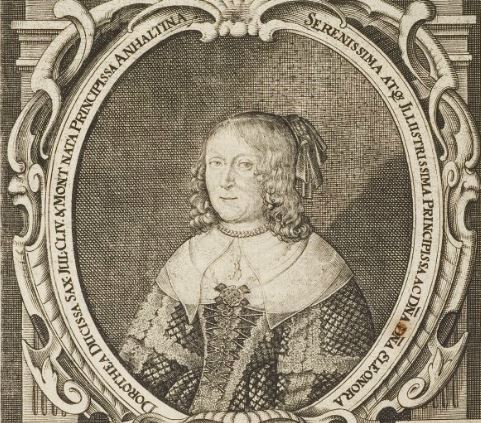

## 家庭
1625年，艾蕾諾爾·多蘿西亞和表哥威廉結婚，兩人共有5子2女：
1. 約翰·恩斯特（1627年—1683年）
2. 阿道夫·威廉（1632年—1668年）
3. 約翰·格奧爾格（1634年—1686年）
4. 威廉明妮·艾蕾諾爾（1636年—1653年），早逝
5. 博恩哈德（1638年—1678年）
6. 腓特烈（1640年—1656年），早逝
7. 多蘿西亞·瑪麗亞（1641年—1675年）